# Wendlandiella
Genre
Classification phylogénétique
Espèces de rang inférieur
- Wendlandiella gracilis

Wendlandiella est un genre de palmier de la famille des Arecaceae que l'on trouve au Pérou et au Brésil. Il contient les espèces suivantes :
- Wendlandiella gracilis

## Classification
- Famille : Arecaceae
  - Sous-famille : Ceroxyloideae
    - Tribu : Hyophorbeae